# Atlético Hidalgo
Atlético Hidalgo ist ein Fußballverein aus Pachuca, der Hauptstadt des mexikanischen Bundesstaates Hidalgo. Die auch unter dem Spitznamen Toltecas (span. für Tolteken) bekannte Mannschaft trägt ihre Heimspiele im dreitausend Zuschauer fassenden Estadio Revolución Mexicana von Pachuca aus.

## Geschichte
Der Verein entstand 1996, nachdem der Stadtrivale CF Pachuca den Aufstieg in die Primera División geschafft hatte und gleichzeitig die seinerzeit unter der Bezeichnung Primera División 'A' geführte zweite Fußballliga Mexikos für die kommende Saison 1996/97 von 16 auf 18 Mannschaften aufgestockt wurde. Neben Atlético Hidalgo wurde zu diesem Zweck auch Real Sociedad de Zacatecas gegründet und in die Liga aufgenommen.
Die „Toltecas“ spielten eine hervorragende Saison und erreichten durch Siege gegen Marte (0:0 und 1:0) und den „Mitaufsteiger“ Real Sociedad (2:0 und 5:1) die Finalspiele des Winterturniers 1996 (Hinrunde der Saison 1996/97), die gegen die die Liga dominierenden UANL Tigres mit 1:0 und 0:3 verloren wurden. Im Sommerturnier 1997 (Rückrunde der Saison 1996/97) scheiterte Atlético Hidalgo im Viertelfinale mit 1:4 und 3:1 gegen die Tigrillos, die B-Elf der Tigres.
Nach nur einem Jahr, in denen die „Toltecas“ die Liga bereichert hatten, wurde die Lizenz an den Erstligisten Deportivo Toluca verkauft, der diese für einen Startplatz seines neu kreierten Filialteams Atlético Mexiquense in der zweiten Liga benötigte.
Seither ist der Verein in der viertklassigen Tercera División vertreten und spielt gegenwärtig (Saison 2012/13) in der Gruppe VI.

## Erfolge
- Vizemeister der Primera División 'A': Invierno 1996

## Logos

Logo 1
Logo 2
Aktuelles Logo